# Dionysios Zakythinos
Dionysios A. Zakythinos o Zakythenos (en griego: Διονύσιος Α. Ζακυθηνός, Ζακυθηνός; Lixouri, Cefalonia 1905 – Atenas, 18 de enero de 1993) fue un bizantinista y político griego.
Zakythinos nació en Cefalonia en 1905. Después de graduarse en la Universidad de Atenas en 1927, prosiguió sus estudios en la Sorbona, en aquel entonces un importante centro del bizantinismo bajo Charles Diehl y Ferdinand Lot. Su primer trabajo relevante fue un estudio del Despotado de Morea, publicado en francés (Le despotat grec de Morée (1262–1460)) en dos volúmenes, uno en 1932 y el otro, retrasado por Segunda Guerra Mundial, en 1953. De 1939 a 1970 enseñó Historia griega moderna y bizantina en la Universidad de Atenas (entre su alumnado pasaron Angeliki Laiou, Nikolaos Oikonomides y Chryssa  Maltezou), mientras en 1937–1946 dirigió los Archivos Estatales griegos. 
También impartió clases de historia griega moderna en la universidad Panteion de 1951 a 1965, fue vicepresidente de la Fundación de Investigación Nacional en 1958 y el primer director del Instituto de Investigaciones Bizantinas desde su fundación en 1960 hasta 1975.  La Academia de Atenas le eligió como miembro pleno en 1966, y Zakythinos pasó a ser su presidente en 1974. Zakythinos fue también un socio extranjero de la Academia británica. En 1971–76  fue presidente de la Asociación Internacional de Estudios Bizantinos (AIEB), para posteriormente pasar a ser presidente honorario.
Zakythinos también fue brevemente Ministro adjunto al Primer ministro en 1963–64 durante el gobierno de Ioannis Paraskevopoulos.Después de la caída del Régimen de los Coroneles fue elegido diputado al Parlamento griego en las elecciones de noviembre de 1974 como parte de la lista del partido conservador Democracia Nueva, sirviendo hasta 1977. Murió el 18 de enero de 1993 en Atenas.